# Institut royal d'Aéronomie spatiale de Belgique
L'Institut royal d'aéronomie spatiale de Belgique, siglé en IASB, (en néerlandais : Koninklijk Belgisch Instituut voor Ruimte-Aeronomie, BIRA ; en allemand : Belgische Institut für Weltraum-Aeronomie, BIRA-IASB) est un établissement scientifique belge créé en 1964. Ses tâches principales sont la recherche et les services publics dans le domaine de l’aéronomie spatiale, qui comprend la physique et la chimie de l’atmosphère de la Terre et des autres planètes, ainsi que de l’espace extra atmosphérique. Afin d’améliorer les connaissances dans ce domaine, les scientifiques de l'Institut utilisent des instruments sur Terre, dans l’air (ex. à l’aide de ballons), dans l’espace et des modèles théoriques.

## Histoire
Fondé le 25 novembre 1964, l'institut a connu neuf directeurs jusqu'à ce jour :
- Baron Marcel Nicolet, directeur de 1964 à 1978,
- Roger Pastiels, directeur intérimaire de 1978 à 1985,
- Baron Marcel Ackerman, directeur de 1986 à 1996,
- Étienne Arijs, directeur intérimaire en 1996,
- Paul Simon, directeur de 1997 à 2005,
- Noël Parmentier, directeur général de 2005 à 2011,
- Martine De Mazière, directrice générale intérimaire de 2011 à 2024.
- Ronald Van der Linden, directeur général intérimaire 2024.
- Ann Carine Vandaele, directrice générale depuis 2024.

## Activités
L’IASB :
- se concentre sur la chimie et la physique des atmosphères et la physique des plasmas spatiaux
- conçoit et construit des instruments pour surveiller les atmosphères et l’environnement spatial
- contrôle des expériences belges à bord de la Station Spatiale Internationale et d’autres satellites
- participe à des programmes internationaux de mesure
- compare les observations avec des simulations numériques afin de valider et d’améliorer nos connaissances
- transforme le savoir scientifique en services au profit de la société
- diffuse cette connaissance à travers des publications, des services web et la promotion vers le public.

## Chimie et physique des atmosphères
L’IASB étudie la stratosphère terrestre en observant la diminution de l’ozone et des paramètres clé qui y sont liés, comme les aérosols volcaniques, les nuages stratosphériques polaires et les composants halogénés. Les changements à long terme y sont évalués et des outils de prévision ont été développés.
La recherche soutient le Protocole de Montréal sur la protection de la couche d’ozone.
L’IASB étudie également la chimie troposphérique de la Terre, avec une attention particulière pour les émissions naturelles et provoquées par l’homme comme celles de SO2 et de NO2, précurseurs de l’ozone.
L’IASB examine le rayonnement solaire et sa pénétration jusqu’à la surface de la Terre et d’autres planètes. Il surveille aussi les changements à long terme du rayonnement UV à la surface terrestre. L’IASB contribue à la recherche sur les atmosphères planétaires, en particulier celles de Mars et de Vénus.

## Physique des plasmas spatiaux
Le Soleil remplit l’espace interplanétaire de plasma, un gaz de particules chargées, sous forme d’un vent solaire continu. De même, l’atmosphère terrestre extérieure, la magnétosphère, est constituée de plasma, tout comme l’environnement de nombreux autres objets du système solaire. L’Institut a développé des théories et de puissants programmes de modélisation, basés sur des observations effectuées par des missions spatiales de l’ESA comme Ulysses, Cluster ou Rosetta.
L’IASB dispose d’une large expertise concernant :
le comportement dynamique de la limite extérieure de la magnétosphère en réaction aux variations du vent solaire, comportement qui contrôle l’énergie introduite dans la magnétosphère à partir du vent solaire
l’interaction entre la magnétosphère extérieure et le plasma en co-rotation dans la magnétosphère intérieure
le couplage entre la magnétosphère et l’ionosphère qui se manifeste par les aurores polaires
Ces efforts de modélisation aident à atténuer l’empirisme qui domine encore aujourd’hui les prévisions de météo spatiale.

## Services
L’IASB offre des produits et des services qui répondent aux besoins de la communauté d’utilisateurs.
- Indice UV pour le grand public
- Estimations de l’état de l’atmosphère en support aux responsables politiques
- Prévisions des doses de rayonnements accumulées à l’usage de l’industrie spatiale

Les services liés à l’atmosphère terrestre incluent la prévision de la quantité d’ozone stratosphérique, des analyses globales et la prévision de la qualité de l’air, des avertissements lors d’émissions volcaniques, la validation de données satellite et le contrôle des émissions troposphériques. Ces services seront intégrés dans des initiatives internationales, comme le GMES (Global Monitoring for Environment and Security) mené par l’Union Européenne
Dans le domaine de la météo spatiale, l’IASB se concentre sur le rayonnement spatial ionisant et ses effets. Ces services sont exploités dans le contexte du «Belgian Solar Terrestrial Centre of Excellence». Des outils, des méthodes et des procédures sont développés afin d’offrir ces services à la communauté d’utilisateurs (le «European Space Weather Portal»).